# MNK Čulin Mlin
MNK Čulin Mlin je bosanskohercegovački malonogometni (dvoranski nogomet) klub iz Livna.

## Povijest
Osnovan je 1978. godine. Najveće uspjehe je ostvarivao tijekom 1980-ih godina.
Nakon duže neaktivnosti, rad kluba je obnovljen 22. ožujka 2018. godine kada je izabrano novo vodstvo kluba.
Boja kluba je žuta.

## Poznati bivši igrači
- Zlatko Dalić[1][2]
- Miran Dalić[1][2]
- Niko Čeko[1]
- Boro Matan[1]